# تكون ترتيبي

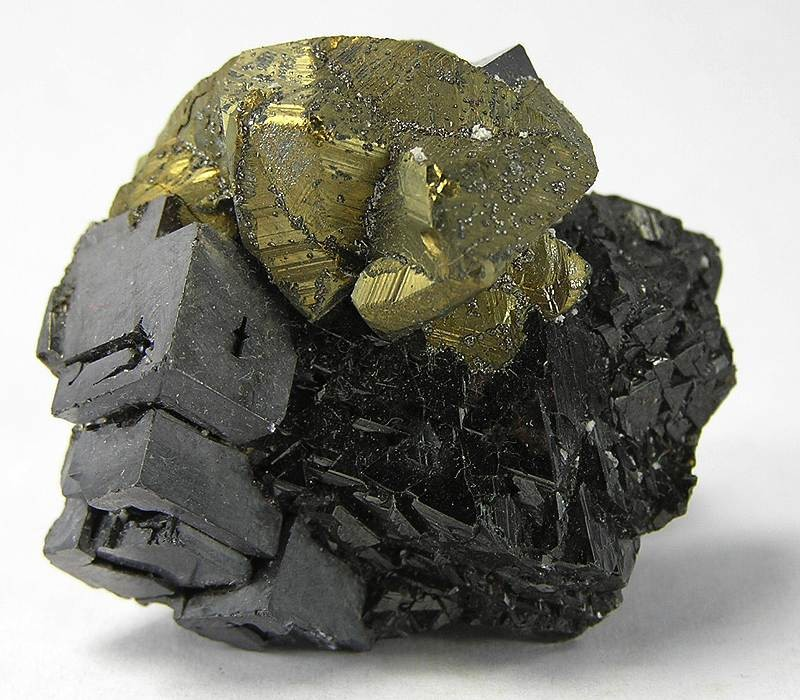
تكوّن ترتيبي مميّز من الغالينا (الرمادي) وكالكوبيريت (الذهبي) وسفاليريت (الأسود).

التكوّن الترتيبي هو الترتيب الذي جرى بحسبه تكوُّن الفلزّات المؤلّفة للصخر. ويسمى أيضاً نشوء احتكاكي تشوهي، أو تشوه تكويني احتكاكي.
يعد التكون الترتيبي من مفاهيم علم الصخور ويعتي تتالي توازن الأطوار المعدنية. يستخدم هذا المبدأ في دراسة نشوء وتكوّن الصخور النارية والصخور المتحولة؛ وكذلك التوضع الحرمائي لمعادن الخامات، وكذلك تغيّر الصخور بسبب تحوال Metasomatism العروق عند توضع معادن الخامات.

## اقرأ أيضاً
- علم الصخور